# Crise cambial argentina de 2018

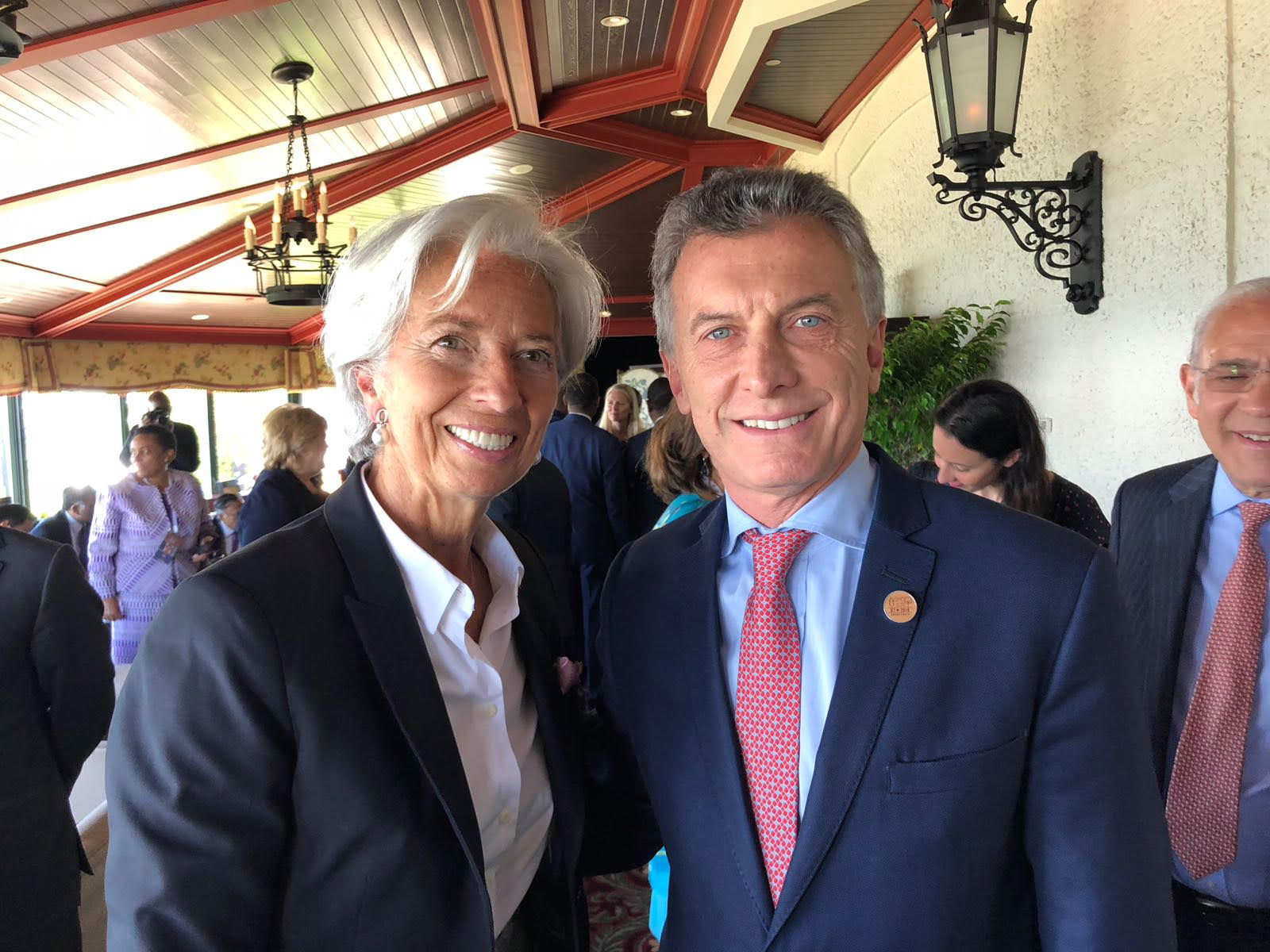
Mauricio Macri, ex-presidente da Argentina, à direita

A crise cambial argentina de 2018 foi uma desvalorização severa do peso argentino iniciada em abril de 2018, causada pela alta inflação e queda acentuada no valor da moeda a nível local, junto com outros fatores domésticos e internacionais. Em decorrência da crise, o então presidente Mauricio Macri solicitou um empréstimo ao Fundo Monetário Internacional (FMI).
Além do efeito na moeda nacional, a crise também fez o país ter uma queda de 2,6% no seu Produto Interno Bruto (PIB) e também registrar um aumento no desemprego.

## Presidência de Macri
Em 10 de dezembro de 2015, Mauricio Macri assume a presidência e nomeia Alfonso Prat Gay como ministro da Economia e Federico Sturzenegger como presidente do Banco Central. Uma semana depois, foi anunciada a liberalização do regime cambial, o que resultou em uma depreciação de 42% do peso no mercado oficial, passando de 9,83 para 13,95 por dólar. A partir desse momento, a taxa de câmbio passou a ser flutuante sob administração. Em agosto de 2018, o peso estava cotado próximo a 40,00 por dólar, tendo sofrido uma desvalorização de 64% desde a liberalização do regime cambial. O peso foi a moeda com pior desempenho no mundo em 2017.
| Variavel                          | 2015 | 2017 |
| --------------------------------- | ---- | ---- |
| Déficit de conta corrente (% PIB) | 2,7  | 4,7  |
| Déficit fiscal                    | 6,7  | 3,9  |
| Dívida pública (% PIB)            | 52   | 57   |
| Inflação                          | 25   | 24,8 |
| Taxa de juros (%)                 | 25   | 40   |
| Crescimento do PIB (%)            | 2,7  | 2,8  |

O Banco Central utilizou um esquema de metas de inflação, buscando limitar os aumentos de preços através da diminuição da liquidez de pesos na economia, que eram absorvidos por meio de títulos de curto prazo chamados Lebacs. Isso resultou em um crescimento do estoque de letras, que passou de 57% da base monetária em janeiro para 88% em setembro do mesmo ano. De acordo com um relatório do CEPA, a política monetária liderada por Federico Sturzenegger custou ao Estado mais de 419 bilhões de pesos nos cofres públicos desde janeiro de 2016. Somado ao déficit quase fiscal do estoque da dívida em Lebacs e Letes, que aumentou para 900 bilhões de pesos e, meses depois, para 1,2 trilhão de pesos, ou seja, cerca de 75 bilhões de dólares, o que equivale a 14% do PIB, considerando-se um déficit fiscal na forma de déficit quase fiscal.
Em 28 de dezembro de 2017, o chefe de gabinete Marcos Peña realizou uma coletiva de imprensa ao lado do presidente do Banco Central, Federico Sturzenegger, do ministro da Fazenda, Nicolás Dujovne, e do ministro das Finanças, Luis Caputo. Nessa coletiva, foi anunciada a mudança nas metas de inflação para 2018, que passaram de 10 a 15 pontos. A conferência foi vista por diversos analistas como um avanço sobre a independência do Banco Central.

### Crise cambial

#### Primeira crise (junho de 2019)
Para tentar conter o dólar em junho de 2018, o presidente do Banco Central argentino, Federico Sturzenegger, combinou aumentos nas taxas - de até 40% - e venda de divisas das reservas. No entanto, o valor do dólar permaneceu imune às estratégias do Banco Central e atingiu níveis recorde na história. Somente em 2018, o dólar se valorizou em mais de 50%. Durante seu primeiro ano de gestão, o déficit fiscal consolidado do Estado, incluindo o Banco Central, ultrapassou 9% do PIB, e os juros da dívida do Tesouro dobraram em apenas um ano. A depreciação obrigou o Banco Central a sacrificar mais de 6 bilhões de dólares de suas reservas totais em mais de 54 bilhões de dólares e fixar uma taxa de referência recorde de 40%.

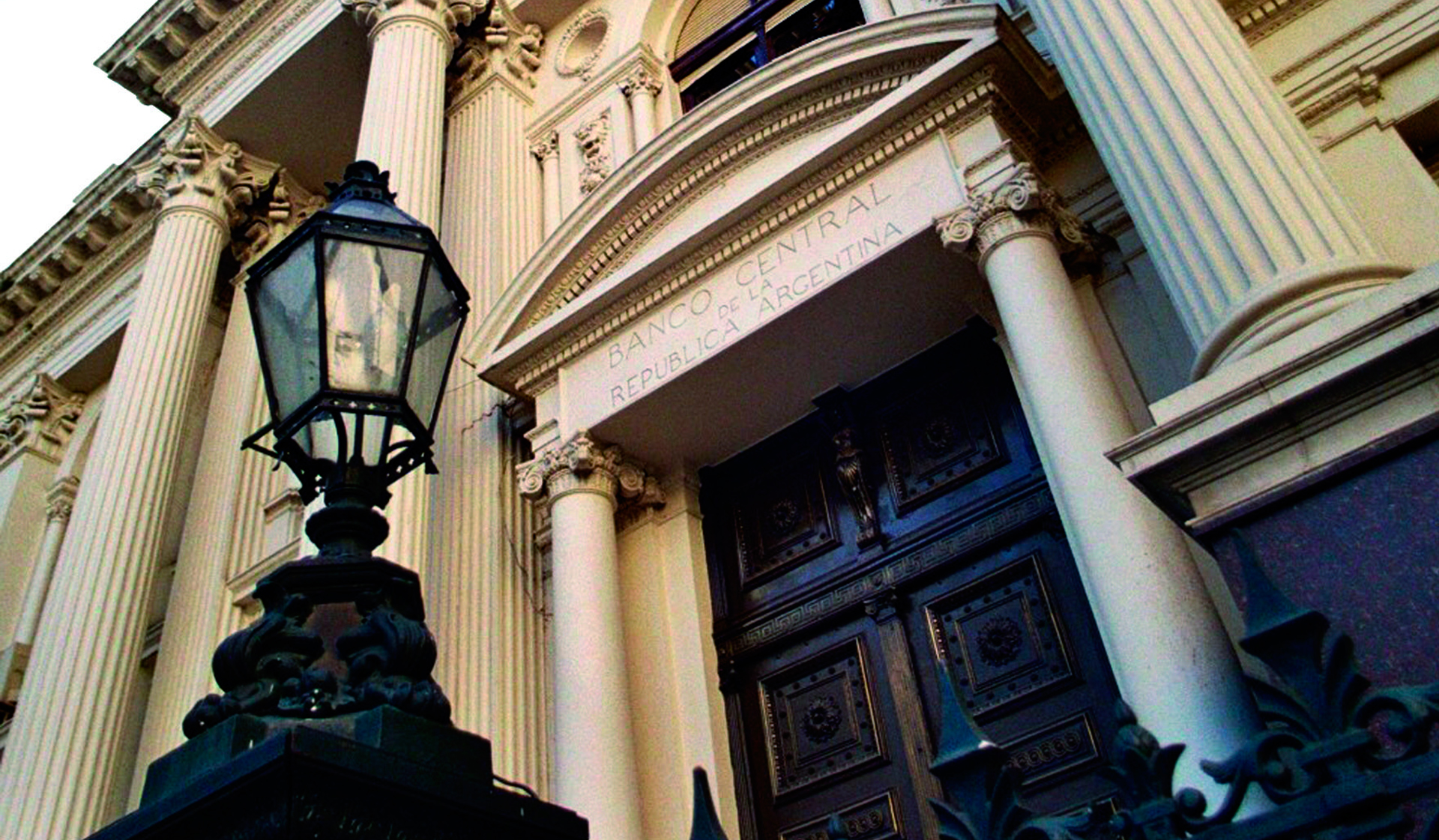
Banco Central da Argentina

Após prometer uma "baixa gradual" das taxas, que as levou de 24% para 40% ao ano, ele afirmou que o Banco Central não interviria mais no mercado cambial, mas cinco dias depois voltou a vender mais de 650 milhões de dólares, o que mal conseguiu conter a corrida por um dia. Durante sua gestão, o valor do peso argentino atingiu sua mínima histórica, e a depreciação da moeda argentina foi a maior de todas. As taxas de juros foram fixadas em 40%, a mais alta do mundo. Além disso, o país teve as taxas de juros mais altas do globo, seguido de longe por Suriname (25%), Venezuela (21,7%) e Haiti (20%).
Em 14 de junho de 2018, envolto em críticas e em meio à crise cambial, o presidente do Banco Central renunciou devido a controvérsias sobre sua eficiência no combate à inflação, perda de credibilidade e em meio a um clima de turbulência cambial devido à apreciação do dólar. Sua gestão terminou com um aumento da taxa de juros para 40%, o sacrifício de 8,5 bilhões de dólares das reservas em dois meses e o pedido de ajuda financeira ao FMI no valor de 50 bilhões de dólares. Após 30 meses de gestão, Sturzenegger deixou uma inflação acumulada de 95% e uma depreciação do peso de 175%. Devido à depreciação, o Banco Central sofreu uma perda de 11.715 milhões de pesos em operações de dólar futuro negociadas durante sua gestão.
Sua gestão terminou abruptamente com um aumento da taxa de juros para 40%, o sacrifício de 8,5 bilhões de dólares das reservas em dois meses e o pedido de resgate financeiro ao FMI no valor de 50 bilhões de dólares.

#### Segunda crise cambial (agosto de 2018)
Poucos meses depois, em agosto, desencadeou-se uma nova crise cambial que provocou, no final desse mesmo mês, uma queda nos títulos e ações argentinas, um aumento de 700 pontos no risco país e o aumento do valor do dólar, que chegou a ultrapassar os 40 pesos. A crise causou um colapso nas variáveis financeiras, monetárias e do mercado de ações. Isso foi somado a uma maior perda de reservas, queda nas ações e o colapso dos títulos. Sacrificando mais de 9.000 milhões de dólares em reservas de um total de 53.000 milhões. Além disso, o governo aumentou a taxa de juros para 60%, a mais alta do mundo. A tentativa do governo de acalmar os mercados não deu resultado, e minutos depois que o chefe de gabinete, Marcos Peña, tentou acalmar a crise, o mercado novamente deu as costas e o dólar continuou a subir. Ao mesmo tempo, o peso argentino foi classificado como a segunda pior moeda emergente de 2018.
Em uma nova crise cambial nos dias 29 e 30 de agosto, a moeda argentina sofreu uma depreciação de 15% em um único dia, enquanto a taxa de juros ultrapassou os 60%, tornando-se a mais alta do mundo. O risco país subiu 780 pontos (sendo o segundo na região, após a Venezuela, e o sexto no mundo), ao mesmo tempo em que os seguros contra default dispararam. Com o aumento do risco país em 107%, a Argentina ficou entre os países mais arriscados para investidores. Os títulos dos bancos argentinos em Wall Street sofreram uma depreciação devido ao risco de um novo corralito.
Como consequência das duas crises cambiais no final de 2018, a Argentina ficou em primeiro lugar entre os países do mundo cuja moeda perdeu mais valor, perdendo 100,2% de seu valor em apenas um ano. Em dezembro, o país se consolidou como o país em crise com a taxa de juros mais alta do mundo, com taxas superiores a 60%, em comparação com a Venezuela (20,8%), Turquia (17,8%) e México (7,8%).
Além disso, o risco país aumentou em 132% em 2018. De acordo com analistas financeiros, a política errática de um Banco Central superendividado impulsionou a alta do dólar, acelerou a inflação e levou o país a um ano de recessão econômica, no qual foi necessário recorrer à ajuda financeira do Fundo Monetário Internacional. O risco país argentino teve o maior crescimento mundial, aumentando sete vezes mais do que o da Venezuela.

#### Empréstimos do FMI
No início de 2018, o governo argentino enfrentou uma crise cambial que resultou na perda da metade de seu valor em dólares para o peso argentino. Em maio, o presidente anunciou publicamente que recorreria ao Fundo Monetário Internacional (FMI):

Durante os dois primeiros anos, tivemos um contexto favorável, mas isso está mudando hoje. As taxas de juros estão subindo, o preço do petróleo está subindo, entre outras variáveis que não controlamos. Somos um dos países do mundo que mais depende do financiamento externo. Diante dessa nova situação, decidi iniciar conversações com o FMI para que nos conceda uma linha de apoio financeiro.— Mauricio Macri
Um mês depois, foi anunciada a concessão de um empréstimo de 50.000 milhões de dólares, o maior da história do organismo e equivalente a 11% do PIB da Argentina em 2018. Apenas três meses depois, um novo acordo foi assinado com o FMI, aumentando o empréstimo para 57.100 milhões de dólares, ao qual se somaram 5.650 milhões de dólares do Banco Interamericano de Desenvolvimento (BID). O foco dos requisitos do FMI era que o governo atingisse um déficit primário zero em 2019, embora em julho de 2019 tenha concordado em alterar as metas originais e liberar os desembolsos restantes.
A oposição considerou que o congresso deveria aprovar a tomada de empréstimo com o FMI de acordo com os artigos 75, incisos 4 e 7, da Constituição Nacional da Argentina. No entanto, o legislador governista Eduardo Amadeo mencionou o artigo 60 da Lei 24.156, que isenta os créditos com organismos financeiros internacionais dos quais a Nação faz parte.

#### Fuga de capitais

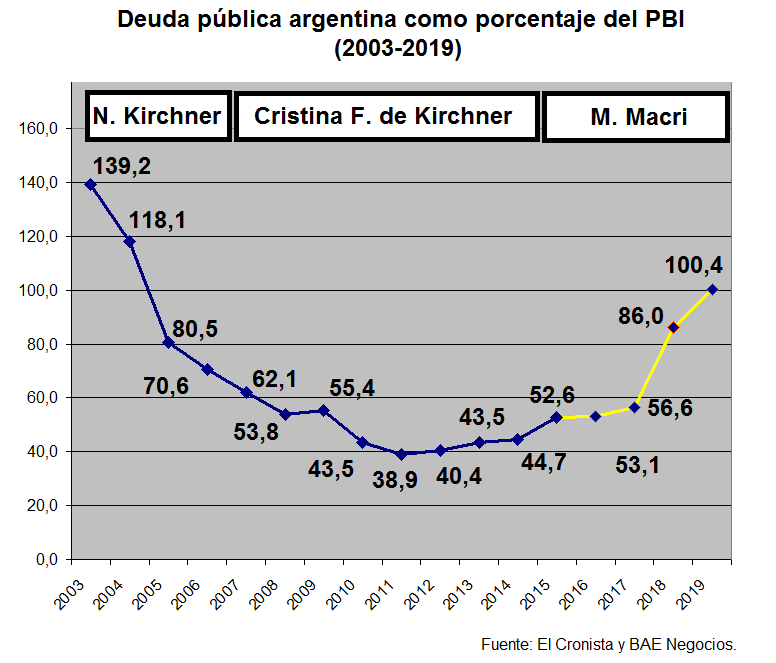
Evolução da dívida pública em percentagem do PIB (2003-2019). Fonte: El Cronista e BAE Negócios.

No período de 2016 a 2018, saíram do país 88.084 milhões de dólares. O país sofreu uma severa fuga de capitais que superou os 55.000 milhões de dólares, mais de dois terços dos dólares que entraram no país desde o início do resgate do FMI. Os investimentos fugiram do país e alcançaram o máximo registrado pelo Indec na Posição de Inversão Internacional Neta, com uma fuga de investimentos que aumentou em 192,6% na comparação anual, chegando ao recorde histórico de 68.279 milhões de dólares. A dívida pública disparou e chegou quase a 95% do PIB no terceiro trimestre de 2018, enquanto o índice de endividamento em 2015 era de 52,6% do PIB, tornando o endividamento de 2018 o mais alto desde 2004. A dívida pública em dólares aumentou 75,4%, como resultado da alta do dólar, que subiu 105%.
Ao mesmo tempo, foi divulgado que o montante da dívida pública estrangeira é quase idêntico ao montante da fuga de capitais mais o pagamento de juros: entre dezembro de 2015 e março de 2019, o país se endividou em 107.525 milhões de dólares, enquanto o montante fugido mais o pagamento de juros foi de 106.779 milhões de dólares. Em agosto de 2019, a dívida pública como porcentagem do PIB ultrapassou 100%, duplicando seu tamanho em relação a dezembro de 2015, e 80% dela foi contraída em dólares, tornando a Argentina o país que mais aumentou sua dívida externa em 2019. Em 2018/2019, a Argentina teve a maior queda na produção industrial do mundo; a produção manufatureira local registrou uma queda anual de 10,8%.
De acordo com um relatório da Faculdade de Ciências Econômicas da Universidade Nacional de Entre Ríos, entre 2017 e 2019, quase 70% da aquisição de moeda estrangeira se deveu à compra de dólares em espécie. O número mensal médio de pessoas físicas (não jurídicas) que compraram dólares em espécie aumentou; em 2017, a média foi de cerca de 900 mil pessoas por mês, em 2018 foi de cerca de um milhão e, em 2019, foi de cerca de 1,2 milhões. O relatório também aponta que durante a primeira metade de 2019, apenas 5% das pessoas realizaram compras acima de 5000 dólares por mês e que esse estrato explicou entre 45% e 50% do total negociado por mês.

#### Terceira crise cambiaria (agosto de 2019)
Em 12 de agosto de 2019, após as eleições primárias na Argentina em 2019, desencadeou-se uma nova crise cambial e de mercado financeiro, a segunda mais grave da história da humanidade, com uma queda de 48% na bolsa e em ações, que desvalorizou o peso em 40% em poucas horas (de $42 para $66 por dólar), que o Banco Central conseguiu atenuar um pouco, encerrando o dia com uma desvalorização de 25% ($57) e um aumento no risco país, que duplicou seu valor atingindo 1700 pontos básicos.
Em 19 de agosto de 2019, Hernán Lacunza assumiu como novo Ministro da Fazenda. Após sua posse, o risco país aumentou quase 14%, subindo 200 pontos em poucas horas, chegando a 1.879 pontos, enquanto as ações de empresas argentinas caíram mais de 15% na Wall Street e os bônus caíram 8%. Os bônus e ações argentinas também caíram no mercado internacional e o risco país se consolidou como o segundo mais alto do mundo, logo após a Venezuela.
Em 28 de agosto de 2019, o governo adiou o pagamento de quatro títulos de curto prazo do Tesouro Nacional (Lecap, Lecer, Letes e Lelinks), além de propor uma postergação forçada do prazo de pagamento aos credores de títulos de dívida, tanto sob a legislação argentina quanto a estrangeira. O governo iniciou o que chamou de "reperfilamento", mas várias entidades e especialistas caracterizaram a medida como um "default seletivo virtual".

#### Consequências na economia em 2018 e 2019
Em 2018, a Argentina foi classificada entre as economias hiperinflacionárias, aplicando o International Accounting Standard 29 (IAS 29), do International Accounting Standards Board (IASB). Além disso, as ações argentinas na Wall Street despencaram até 70% durante o ano de 2018.
Em 1º de setembro de 2018, como resultado da crise cambial argentina, a agência de classificação de risco Standard & Poor's rebaixou a classificação da dívida argentina. Em relação à queda das reservas, a Argentina foi o país com o maior deterioro no mundo, com uma redução de 8,3%.
Desde o início de 2018, o número de pobres aumentou em 4,8 milhões, elevando a taxa de pobreza de 24% para 36%. Os dados do Instituto Nacional de Estatística e Censos (Indec) ficaram sob suspeita desde que a ex-diretora da Encuesta Permanente de Hogares, Cynthia Pok, renunciou em 2017, denunciando pressões para manipular o índice de pobreza. Ao mesmo tempo, houve uma redução nos salários argentinos quando medidos em dólares. Essa situação gerou desconfiança e descontentamento em vários setores da sociedade em relação ao governo. Em setembro, o risco país aumentou em 780 pontos (sendo o mais alto da região, excluindo a Venezuela, e o sexto no mundo), ao mesmo tempo em que os seguros contra default dispararam. Com esse aumento, a Argentina ficou entre os países mais arriscados para investidores, com um aumento de 107% no risco país. Os títulos dos bancos argentinos na Wall Street desvalorizaram devido ao risco de um novo corralito. O ano de 2018 terminou com uma queda de 2,3% do PIB medida em pesos (sendo o segundo país do mundo com maior queda), e de 25% medida em dólares, passando de 637 bilhões de dólares em 2017 para 475 bilhões de dólares em 2018, uma cifra inferior a todas as alcançadas a partir de 2011.
A pobreza aumentou 20%, passando de 25,7% em 2017 para 32%, resultando em 2,6 milhões de pessoas a mais vivendo abaixo da linha da pobreza. A indigência, ou seja, a pobreza extrema, aumentou 50%, passando de 4,8% em 2017 para 6,7%. Durante o ano, foram perdidos 191.300 postos de trabalho com registro, representando 1,5% do total.

#### Salario mínimo e pobreza
Para 2019, a pobreza havia aumentado para 35% e a extrema pobreza para 8%, e devido aos efeitos da crise econômica, uma em cada três crianças na Argentina estava passando fome.
Em relação ao salário mínimo comparado com outros países da região, a Argentina caiu desde o final de 2015, quando ocupava o primeiro lugar na América Latina em relação ao maior salário mínimo em dólares, com US$ 589. Dois anos e meio depois, retrocedeu para a sétima posição, com US$ 263. Durante esse período de dois anos e meio, o salário mínimo foi reduzido em mais de 50% em dólares, chegando a US$ 222. Além disso, as aposentadorias também foram afetadas pela desvalorização, caindo de US$ 310 em janeiro de 2016 para US$ 213, uma queda de um terço, enquanto o salário mínimo passou de US$ 437 para US$ 263, o que representa uma redução de 39,8%.
| Pais                              | Salário mínimo mensal(em dólares dos EUA, à taxa oficial) | Salário mínimo mensal (em moeda local) |
| --------------------------------- | --------------------------------------------------------- | -------------------------------------- |
| Argentina                         | 323                                                       | $ 87 987 pesos argentinos              |
| Bolívia                           | 343                                                       | Bs 2362 bolivianos                     |
| Brasil                            | 279                                                       | R$ 1320 reais                          |
| Chile                             | 530                                                       | $ 440 000 pesos chilenos               |
| Colômbia                          | 294                                                       | $ 1 160 000 pesos colombianos          |
| Costa Rica                        | 652                                                       | ₡ 350 975 colones                      |
| Cuba                              | 82                                                        | $ 2100 pesos cubanos                   |
| Equador                           | 450                                                       | $ 450 dólares                          |
| El Salvador                       | 243                                                       | $ 243,46 dólares                       |
| Guatemala                         | 404                                                       | Q. 3166,38 quetzales                   |
| Haiti                             | 78                                                        | G 10 645,83 gourdes                    |
| Honduras                          | 302                                                       | L 7408 lempiras                        |
| México                            | 377                                                       | $ 6309,63 pesos mexicanos              |
| Nicarágua                         | 129                                                       | C$ 4723 córdobas                       |
| Panamá                            | 290                                                       | B/. 290 balboas panameños              |
| Paraguai                          | 369                                                       | ₲ 2 680 373 guaraníes                  |
| Peru                              | 286                                                       | S/ 1025 soles                          |
| República Dominicana              | 206                                                       | RD$ 11 500 pesos dominicanos           |
| Uruguai                           | 559                                                       | $ 21 107 pesos uruguaios               |
| Venezuela                         | 4,9                                                       | Bs. 130 bolívares                      |
| Atualizado em 1 de abril de 2023. |                                                           |                                        |

### Aumento da inseguridade alimentar
Após dois anos e meio de gestão de Macri, um estudo do Monitor de Clima Social (MCS), conduzido periodicamente pelo Centro de Estudos Metropolitanos (CEM), um centro interuniversitário que inclui a Universidade Metropolitana para a Educação e o Trabalho (UMET), a Universidade Nacional Arturo Jauretche e a Universidade Nacional de Hurlingham, revelou que metade dos habitantes da Cidade de Buenos Aires e da Grande Buenos Aires reduziram as porções de comida no último ano, sendo que metade dos cidadãos têm alguém em seu lar que perdeu o emprego nos últimos doze meses. Em fevereiro de 2018, 37% dos lares reduziram as porções de comida por motivos econômicos. Esse percentual aumentou para 48% em junho do mesmo ano, e 40% enfrentaram momentos de fome por razões econômicas durante o último ano.
Em setembro de 2018, a relatora especial sobre alimentação das Nações Unidas, Hilal Elver, elaborou um duro relatório sobre a situação do país, advertindo que quatro milhões de argentinos enfrentavam grave insegurança alimentar e padeciam de fome.
No início de 2019, de acordo com dados da UCA, três em cada dez crianças e adolescentes comeram menos do que em 2018, e mais de 13% de todas as crianças e adolescentes passaram fome diretamente. Durante sua gestão, o risco alimentar aumentou proporcionalmente ao aumento da pobreza, que chegou a 51,7% em 2018 na faixa etária de 2 a 17 anos.
Em agosto de 2019, foi divulgado um relatório sobre a situação social na Argentina, com base em dados elaborados por um conjunto de organismos da Organização das Nações Unidas (ONU), que apontou que entre 2016 e 2018, o número de pessoas enfrentando insegurança alimentar moderada ou grave na Argentina aumentou em quase seis milhões de pessoas, chegando a 14,2 milhões no final de 2018 após dois anos de gestão de Macri, com um aumento de 71%, um dos maiores saltos registrados mundialmente, ao lado da Nigéria, Tajiquistão, Afeganistão, Serra Leoa e Botsuana. O estudo foi elaborado por cinco organismos multilaterais: Organização das Nações Unidas para Alimentação (FAO), Fundo Internacional de Desenvolvimento Agrícola (FIDA), Fundo das Nações Unidas para a Infância (UNICEF), Programa Mundial de Alimentos (PMA) e Organização Mundial da Saúde (OMS). A indigência aumentou continuamente desde o primeiro semestre de 2018: 4,9% (1º semestre de 2018), 6,7% (2º semestre de 2018), 7,7% (1º semestre de 2019), 8% (2º semestre de 2019), 10,5% (1º semestre de 2020), 10,5% (2º semestre de 2020), alcançando o pico de 10,7% no primeiro semestre de 2021.

## Presidência de Alberto Fernandez
| Ano  | Evolução do PIB | Inflação | Pobreza |
| ---- | --------------- | -------- | ------- |
| 2020 | −9,9%           | 36,1%    | 42%     |
| 2021 | 10,3%           | 50,9%    | 37,3%   |
| 2022 | 5,2%            | 94,8%    | 39,2%   |

Alberto Fernández nomeou o jovem economista Martín Guzmán como Ministro da Economia. A primeira medida da equipe econômica foi enviar ao congresso o projeto de "Lei de Solidariedade e Reactivação Produtiva", que foi aprovado em 21 de dezembro. Em 17 de dezembro, foi assinada a suspensão provisória do Consenso Fiscal 2017, que havia sido assinado pelos governadores com o governo nacional e obrigava os governos provinciais a reduzirem os impostos durante 2020. Em janeiro, o governo anunciou o início das negociações para reestruturar os pagamentos da dívida, chegando a um acordo com os credores no final de agosto.
Em 15 de janeiro, o INDEC (Instituto Nacional de Estatística e Censos) publicou a taxa de inflação de dezembro de 2019, que foi de 3,7%, encerrando o ano de 2019 com uma inflação acumulada de 53,8%.
Em 13 de fevereiro, o INDEC divulgou o índice de preços ao consumidor (IPC) de janeiro de 2020, que foi de 2,3%, o valor mais baixo desde julho de 2019, quando foi de 2,2%. Isso se deveu à implementação do programa "Precios Cuidados", à ausência de aumento nas mensalidades dos planos de saúde e nos combustíveis, bem como ao congelamento dos preços de medicamentos, tarifas de serviços públicos e transporte.
Em 12 de março, o IPC referente a fevereiro foi de 2%, a taxa mais baixa em dois anos. No entanto, os alimentos e bebidas tiveram um crescimento acima da média, com um aumento de 2,7%.
Em março de 2023, a inflação interanual superou 100% pela primeira vez desde 1990.
Nos dois primeiros anos de seu mandato, o governo teve que lidar com a pandemia de COVID-19, que, de acordo com as estimativas do Banco Mundial e do Fundo Monetário Internacional, causou a maior recessão global desde a Grande Depressão de 1929.

### Consequências socioeconômicas em 2020, 2021, 2022 e 2023
A pobreza aumentou de forma contínua desde o primeiro semestre de 2018: 27,3% (1S.-2018), 32% (2S.-2018), 35,4% (1S.-2019), 35,5% (2S.-2019), 40,9% (1S.-2020), atingindo o pico de 42% no segundo semestre de 2020, momento em que começou a diminuir, chegando a 40,6% no primeiro semestre de 2021.
Na Cidade de Buenos Aires e em sua região metropolitana, nos anos de 2020 e 2021, o Centro de Estudos Metropolitanos conduziu pesquisas e publicou relatórios intitulados "Monitor do Clima Social", indicando um alto percentual da população da AMBA (Área Metropolitana de Buenos Aires) enfrentando insegurança alimentar, insegurança no emprego e dificuldades econômicas, com a situação se agravando ao longo de 2021.
Durante o ano de 2021, na AMBA, 51% dos entrevistados reduziram o tamanho das refeições por falta de dinheiro, afetando principalmente a classe baixa, onde o percentual chegou a 75%. Além disso, em 2021, 62% das pessoas afirmaram que o salário familiar não era suficiente. Para a classe baixa, esse percentual aumentou para 70%, o que indica uma situação econômica especialmente difícil para os lares de menor renda.
No contexto mencionado, a reestruturação da dívida externa foi anunciada, um processo que teve início em janeiro de 2020 e foi concluído em 31 de agosto, com uma taxa de aceitação próxima a 99%.
A partir do final da primeira década do século XXI, o setor tecnológico conhecido como "economia do conhecimento" começou a prosperar. Em 2022, esse setor registrou um total de 298.955 postos de trabalho, com um aumento anual na produção de 9,4%.
As exportações de serviços baseados no conhecimento (SBC) alcançaram 6,405 bilhões de dólares no ano passado, em 2021, tornando-se o terceiro setor que mais contribui com divisas para o país, com uma projeção de exportações superiores a 7 bilhões em 2022.
Após a saída de Martín Guzmán, ocorreu uma grande crise econômica e política, resultando em aumento da pobreza e da inflação.